# کوکی آنزای
کوکی آنزای (به انگلیسی: Koki Anzai) بازیکن فوتبال اهل ژاپن و عضو باشگاه فوتبال کاشیما آنتلرز است.